# Palazzo della Loggia
Palazzo della Loggia je građevina u Severnoj Italiji (Lombardija) u gradu Brescia, u čijoj izgradnji je sudelovao i Andrea Paladio.

## Istorija i karakteristike
Današnja lođa podignuta je da zamenni prethodnu izgrađenu između 1434. i 1436. godine. Kamen temeljac položen je na svečanoj ceremoniji 1492. godine, a građevinski radovi odužili su se sve negde do 1570. godine. Na  gradnji su se izmenjali brojni arhitekti: Tomaso Formentone, Gasparo da Coirano, Andrea Plladio, Jacopo Sansovino, Galeazzo Alessi, Giovanni Rusconi i Ludovico Beretta.
U prizemlje je veliki portik podeljen stubovima na 3 dela sa svodovima u obliku krsta. Otvoren je sa tri strane širokim lukovima između kojih su korintski stubovi. Građevinu karakteriše bogata fasada, dekorisana skulpturama od mermera i isklesanim kapitelima, pilastrima i bistama. Iznad lukova portika postavljeni su medaljoni sa glavama rimskih careva. Veličanstveni glavni portal okružen dvema fontanama u nišama, projektovao je Stefano Lamberti 1552. godine.
Gornji sprat dovršen tokom 16. veka, ima tri velika arhitravna prozora, dekorisan je pilastrima i manirističkim reljefima. Pravougaona kasnobarokna kupola u formi brodskog trupa iz 1769. zamenila je ravni krov koji je 1575. izgoreo u požaru. Pritom je uništen iventar gornjeg sprata, između ostalog i Ticijanove slike.

## Galerija
- Stari ulaz kroz stepenišni portal lođe.
- Fotografija lođe.